# Pericalypta biflora
Pericalypta es un género monotípico de fanerógamas perteneciente a la familia Acanthaceae. El género tiene una sola especie de hierbas: Pericalypta biflora, que es originaria de Madagascar.

## Taxonomía
Pericalypta biflora fue descrita por Raymond Benoist y publicado en Bulletin de la Société Botanique de France 109: 131–132. 1962.